# Хата (альманах)
«Хата» — український літературно-художній альманах. Виданий 25 лютого 1860 в Петербурзі й додрукований 11 травня цього ж року під редакцією П. Куліша.
Пантелеймон Куліш 1858 року звернувся до міністра народної освіти Ковалевського по дозвіл на видання під назвою «Хата. Южно-Русский журнал словесности, истории, этнографии и сельскаго хазяйства». Проте йому відмовили. Тому Куліш у 1859-му почав видавати замість журналу альманах під тією ж назвою «Хата». Цей альманах був виданий 1860-го у Петербурзі обсягом 215 сторінок.
В альманасі надруковано декілька віршів Т. Шевченка, твори Марка Вовчка, Є. Гребінки, Ганни Барвінок та інших. Зміст альманаху становили поезії, оповідання, байки. Серед поезій виділяється «Кобзарський гостинець» — вибрані твори Т. Шевченка. Крім того, «Первоцвіт» Я. Щоголева і П. Кузьменка з передмовою, в якій цю збірку названо «пробою пера», та збірка байок Є. Гребінки. З оповідань — «Чари» Марка Вовчка, «Лихо не без добра» Г. Барвінок, «Дід Мина і баба Миниха» М. Номиса, «Сіра кобила» Іродчука (Куліша), «Колії» — драма П. Куліша з часів останнього польського панування в Україні, без підпису три вірші О. Псьол, присвячені покараним кирилометодіївцям, зокрема Т. Шевченкові, під загальною назвою «Три сльози дівочі».
Альманах зустріли в українському суспільстві дуже прихильно, він мав схвальні відгуки.